# 107. п. н. е.

## Догађаји
- Југуртин рат: Након што је спровео знамените војне реформе Гај Марије долази са новом римском војском у северну Африку како би повео рат против Југурте, при чему га прати млади квестор Луције Корнелије Сула.